# Ekonomiåret 1953

## Händelser
- 1 maj - Med anledning av prisökningen i Sverige höjs folkpensionen med 25 %[1] så att en ensam pensionär får 1.750 kronor om året.